# Champlecy
Champlecy ist eine französische Gemeinde mit 208 Einwohnern (Stand 1. Januar 2022) im Département Saône-et-Loire in der Region Bourgogne-Franche-Comté. Sie gehört zum Arrondissement Charolles und zum Kantons Charolles. Champlecy ist Mitglied im Gemeindeverband Communauté de communes du Charolais.

## Geographie
Die Gemeinde liegt in der Landschaft Charolais.
Nachbargemeinden sind:
- Saint-Aubin-en-Charolais im Norden,
- Baron im Nordosten,
- Charolles im Osten,
- Changy im Südsüdosten,
- Lugny-lès-Charolles im Süden,
- Hautefond im Südwesten und
- Volesvres im Westen.